# Дашийн Бямбасурэн
Дашийн Бямбасурэн (монг. Дашийн Бямбасүрэн; род. 20 июня 1942, Биндэр, Хэнтий, МНР) — первый премьер-министр Монголии, избранный путём демократических выборов.

## Биография
Бямбасурэн родился в бурятской семье 20 июня 1942 года в сомоне Биндэр Хэнтийского аймака. Получил степень доктора экономики; работал в комитете статистики, государственном комитете ценовых стандартов, авторемонтном тресте. В 1989 году занял должность председетеля Совета министров, 10 сентября 1990 года стал последним премьер-министром МНР. В октябре 1992 года покинул МНРП, аргументируя это сохраняющейся гегемонией партии в стране и её связи с мировым коммунистическим движением. В 1994 году основал Монгольскую партию демократического возрождения (Монголын ардчилсан сэргэн мандлын нам), а позже примкнул к Демократической партии Монголии.
В последние годы Бямбасурэн активно противостоял археологическим изысканиям, направленным на открытие места захоронения Чингисхана. Также занимал должность профессора в Монгольской академии менеджмента и Университете «Хан-Уул», возглавлял Монгольский фонд развития. В 2009 году был награждён орденом Чингисхана.
Женат, имеет 6 детей.